# Brahim Laytouss
Brahim Laytouss (Temsamane, 1971) is leraar, onderzoeker, docent en imam te Gent.

## Biografie
Laytouss verhuisde in 1972 op eenjarige leeftijd naar België. In 1988 studeerde hij islamitische studies aan het Europees Islamitisch Centrum verbonden aan het ICC te Brussel. Sinds 1999 is hij voorzitter van de Al Markaz-moskee te Gent. 
In 2009 werd hij algemeen directeur van het Islamic Development And Research Academy (IDARA). In 2012 nam hij contact met het "Instituut voor Marokkaanse en Mediterrane studies" (IMaMS) van de Universiteit Antwerpen onder meer met het oog op een doctoraatsproject aan de Faculteit Sociale Wetenschappen over de radicalisering bij moslims in België.
Het Belgische tijdschrift Knack noemde hem ooit de op veertien na invloedrijkste allochtoon van België, mede omdat hij ook taboes binnen de moslimgemeenschap bespreekbaar wil maken. Hij nam stelling tegen onder meer homohaat en vrouwenbesnijdenis. In 2015 richtte Laytouss de Europese Stichting van Theologen, Imams en Predikanten (ESTIP) op.
Sinds 2017 is hij docent Islamitische Studies aan de FVG (Faculteit voor Vergelijkende Godsdienstwetenschappen en Humanistiek) Antwerpen. Ook is hij medeoprichter van de organisatie DERADIANT die instaat voor de begeleiding en re-integratie van geradicaliseerde ex-gedetineerden.
Sinds 2019 is hij Hoofd van het departement van AVERA (Analysis of Violent Extremism and Radicalization) in Brussel. Tevens is hij als onderzoeker werkzaam aan het BIC (Brussels International Center, Research and Human Rights) in Brussel.